# Moritz von Dietrichstein
Moritz von Dietrichstein, príncipe de Dietrichstein (Viena, Archiducado de Austria; 19 de febrero de 1775-Viena, Imperio austríaco; 27 de agosto de 1864), nacido Moritz Joseph Johann, fue un miembro de la Casa de Dietrichstein, X y último príncipe (Fürst) de Dietrichstein zu Nikolsburg, conde de Proskau-Leslie, barón (Freiherr) de Hollenburg, Finkenstein y Thalberg.

## Biografía
Nacido en Viena, fue el séptimo hijo (pero tercero de los hijos varones supervivientes) de Karl Johann Baptist, 7.º Príncipe de Dietrichstein, y Maria Christina Josepha, hija de Jan Josef František Antonín, Conde de Thun-Hohenstein.
Siendo el tercero de sus hermanos varones y por tanto en principio, sin posibilidad de obtener un amplio patrimonio hereditario, desde 1791 Moritz prestó servicio en el ejército austríaco. En 1798 fue nombradoAyudante de campo del general austríaco Karl Mack von Leiberich que se encontraba en Nápoles, siendo apresados tras la invasión francesa. Tras su liberación Moritz participó en la Batalla de Ulm (1805).
Tras el final de las Guerras Napoleónicas, en 1815 Moritz fue designado tutor del hijo de Napoleón y María Luisa de Austria, el entonces príncipe de Parma, después Duque de Reichstadt (1818). Después de este cargo, fue nombrado para distintos cargos en la corte de Viena, siendo nombrado Director del Teatro de la Corte Imperial y de la Biblioteca Imperial e incluso fue nombrado mayordomo mayor de la emperatriz María Ana de Cerdeña. En 1848 se retiró de la vida pública.
Como su hermano mayor, Franz Joseph, fue un opositor de la política de Metternich. Fue un entusiasta de Beethoven, al que animó en distintos momentos. En 1838 Moritz, como director de la Biblioteca Imperial, adquirió para la misma el réquiem del Mozart. Incluso durante el período comprendido entre 1833 y 1848, como Director del Gabinete Imperial de Monedas y Antigüedades alterno esta posición con la composición de diversas piezas musicales como canciones, bailes y minuetos. En 1834 fue elegido como miembro honorario de la Real Academia bávara de Ciencias y Humanidades (Bayerische Akademie der Wissenschaften).
Después de la muerte de su sobrino, Joseph Franz el 10 de julio de 1858, Moritz le sucedió en el título de príncipe, convirtiéndose en el décimo príncipe de Dietrichstein.
Moritz murió en Viena con 89 años. Fue enterrado en el cementerio de Hietzinger. Al haber muerto antes que él su único hijo varón, con su muerte se extinguió la Casa de Dietrichstein. Cuatro años más tarde, en 1868, Cuenta Alexander de Mensdorff-Pouilly (marido de su sobrina-nieta), obtuvo del Emperador el título de Príncipe de Dietrichstein-Nikolsburg, reviviendo con ello el nombre de la familia de su mujer.

## Matrimonio y descendencia
En Viena, el 22 de septiembre de 1800, contrajo matrimonio con María Teresa (16 de enero de 1779-3 de septiembre de 1860), una hija de Juan Cristóbal Julio, Barón de Gilleis y de la condesa María Ana Spindler. Tuvieron cinco hijos, de los que solo dos sobrevivieron hasta la edad adulta:
- Mauricio Juan (4 de julio de 1801-15 de octubre de 1852), casado el 16 de junio de 1842 con la condesa Sofía Potocka. Sin descendencia.
- Carlos (1802 -;1803).
- Ida (24 de agosto de 1804 - 15 de abril de 1822).
- Alejandro (10 de junio - 6 de septiembre de 1806).
- Julia Francisca Leopoldina Cara (12 de agosto de 1807 - 22 de abril de 1883), casada el 18 de mayo de 1831 con el príncipe Carlos de Öttingen-Wallerstein. Tuvieron cinco hijos (un hijo varón: Mauricio, y cuatro hijas: Teresa, Leonor, Ana y Sofía).

## Títulos, órdenes y cargos

### Títulos
- 10 de julio de 1858-27 de  agosto de 1864: X Príncipe de Diectrichstein.
- Conde de Diechtrichstein-Proskau-Leslie.
- Barón (Freiherr) de Hollenburg, Finkenstein y Thalberg

### Órdenes

#### Imperio austríaco
- 1836: Caballero de la Orden del Toisón de Oro.[4]
- Caballero gran cruz de la Orden imperial de Leopoldo.[5]

#### Extranjeras
- Senador de gran cruz de la Sagrada Orden Constantiniana de San Jorge.[6] (Ducado de Parma)
- Caballero gran cruz de la Orden del Dannebrog.[6] (Reino de Dinamarca)
- Caballero de la Orden del Águila Blanca.[6] (Reino de Polonia)
- 28 de septiembre de 1838: Caballero gran cruz de la Orden de los Santos Mauricio y Lázaro.[7][6] (Reino de Cerdeña)

### Cargos

#### De corte (Imperio austríaco)
- Oberhofmeister de la casa de S.M. la Emperatriz.[8]
- 1819-1848: Prefecto de la Biblioteca Imperial.[9][6]
- 1819-1848: Director del Teatro de la Corte Imperial.[1]
- Gran intendente de la música de Corte.[10]
- 1815-1831: Preceptor (Erzieher) de S.A.S. el duque de Reichstadt.[1]

#### Académicos
- Socio honorario externo del Ateneo de Venecia.[11]
- Socio de la Real Academia de Bellas Artes de Módena.[12]